# Klaus Riekemann
Klaus Riekemann   (Dorsten, 19 de maig de 1940) és un remer alemany, ja retirat, que va competir durant les dècades de 1950 i 1960.
El 1960 va prendre part en els Jocs Olímpics d'Estiu de Roma, on guanyà la medalla d'or en la prova del quatre amb timoner del programa de rem. Formà equip amb Gerd Cintl, Horst Effertz, Jürgen Litz i Michael Obst.
En el seu palmarès també destaquen tres medalles al Campionat d'Europa de rem: d'or en el dos amb timoner el 1958 i 1959 i de bronze en el quatre sense timoner el 1961. Guanyà dos campionats alemanys, el 1959 i 1961.